# Veit Wolpert
Veit Wolpert (* 20. August 1960 in Würzburg) ist ein deutscher Politiker (FDP). Er war von 2004 bis 2006 und erneut von 2008 bis 2011 Vorsitzender der FDP-Fraktion im Landtag von Sachsen-Anhalt und war seit April 2011 Landesvorsitzender der FDP. Am 7. Januar 2013 erklärte er seinen Rücktritt und zog damit die Konsequenzen aus seiner Wahlniederlage um Listenplatz 1 für die Bundestagswahl.

## Leben und Beruf
Wolpert besuchte das Staffelsee-Gymnasium in Murnau am Staffelsee und legte dort 1979 das Abitur ab. Im Anschluss leistete er bei den Gebirgsjägern in Mittenwald seinen Grundwehrdienst. Von 1980 bis 1987 absolvierte Wolpert ein Jurastudium an  der Julius-Maximilians-Universität Würzburg, wo er sich dem Corps Bavaria anschloss, und der Universität Innsbruck. Zwischen 1987 und 1990 war er Referendar in Würzburg und Windhoek. Seit 1990 ist Wolpert als selbstständiger Rechtsanwalt tätig.

## Partei
1990 trat Wolpert in die FDP ein. Er war seit dem Landesparteitag in Spergau im April 2007 stellvertretender Landesvorsitzender der FDP in Sachsen-Anhalt. Am 9. April 2011 wurde er auf dem Landesparteitag in Quedlinburg zum Landesvorsitzenden gewählt.

## Öffentliche Ämter und Ehrenämter
Veit Wolpert ist seit 1997 Mitglied im Kreistag des Landkreises Anhalt-Bitterfeld und war von 1999 bis 2007 Vorsitzender des Kreistags von Bitterfeld. Er ist ferner Mitglied im Gemeinderat von Rösa.
Veit Wolpert war seit der Landtagswahl 2002 Mitglied des Landtages von Sachsen-Anhalt. Von 2004 bis zum Ende der Legislatur 2006 amtierte er als FDP-Fraktionsvorsitzender.
Seit 1996 ist Wolpert Vorsitzender des Rotary Hilfswerkes Bitterfeld/Wolfen. Er ist ebenfalls Vorsitzender des Fördervereins Bernsteinsee. Wolpert ist stellvertretender Vorsitzender des Verwaltungsrates der Kreissparkasse Bitterfeld und Aufsichtsratsvorsitzender der Industriestrukturgesellschaft.
Bei der Landtagswahl 2006 wurde Wolpert erneut über die Landesliste der FDP in den Landtag von Sachsen-Anhalt gewählt. In einer Kampfabstimmung um den Fraktionsvorsitz in der 5. Legislaturperiode gegen Karl-Heinz Paqué unterlag Wolpert knapp mit 3:4 Stimmen. Nach dem Rückzug von Karl-Heinz Paqué aus der Landespolitik stellte sich Wolpert im April 2008 erneut zur Wahl zum Fraktionsvorsitzenden. Er wurde einstimmig gewählt.
Aufgrund des Scheiterns der FDP an der Fünf-Prozent-Hürde bei der Landtagswahl 2011, bei der Wolpert als Spitzenkandidat antrat, schied er im April 2011 aus dem Landtag aus.
2024 wurde Wolpert das Bundesverdienstkreuz am Bande verliehen.